# Britisch-deutscher Freundschaftsvertrag
Der Britisch-Deutsche Freundschaftsvertrag (englisch UK–Germany Joint Declaration of Friendship; offiziell „Vertrag zwischen der Bundesrepublik Deutschland und dem Vereinigten Königreich Großbritannien und Nordirland über Freundschaft und bilaterale Zusammenarbeit“), nach dem Unterzeichnungsort auch Kensington-Vertrag (englisch Kensington Treaty) genannt, ist ein bilateraler Vertrag zwischen dem Vereinigten Königreich und der Bundesrepublik Deutschland. Er wurde am 17. Juli 2025 von Premierminister Keir Starmer und Bundeskanzler Friedrich Merz im Victoria and Albert Museum im Londoner Stadtteil Kensington unterzeichnet. Ziel ist es, die Zusammenarbeit in den Bereichen Sicherheit, Verteidigung, Wirtschaft, Migration, Bildung und Forschung zu vertiefen.
Der Vertrag wurde in Politik und Medien als außenpolitischer Meilenstein gewertet. Er signalisiert eine neue Phase bilateraler Kooperation nach dem Brexit und gilt als Teil einer engeren Abstimmung der drei großen europäischen NATO-Staaten Deutschland, Frankreich und Vereinigtes Königreich (sog. „E3“). Der Vertrag wird als Reaktion auf aktuelle geopolitische Herausforderungen und als Versuch verstanden, Europas sicherheitspolitische Handlungsfähigkeit zu stärken.

## Hintergrund

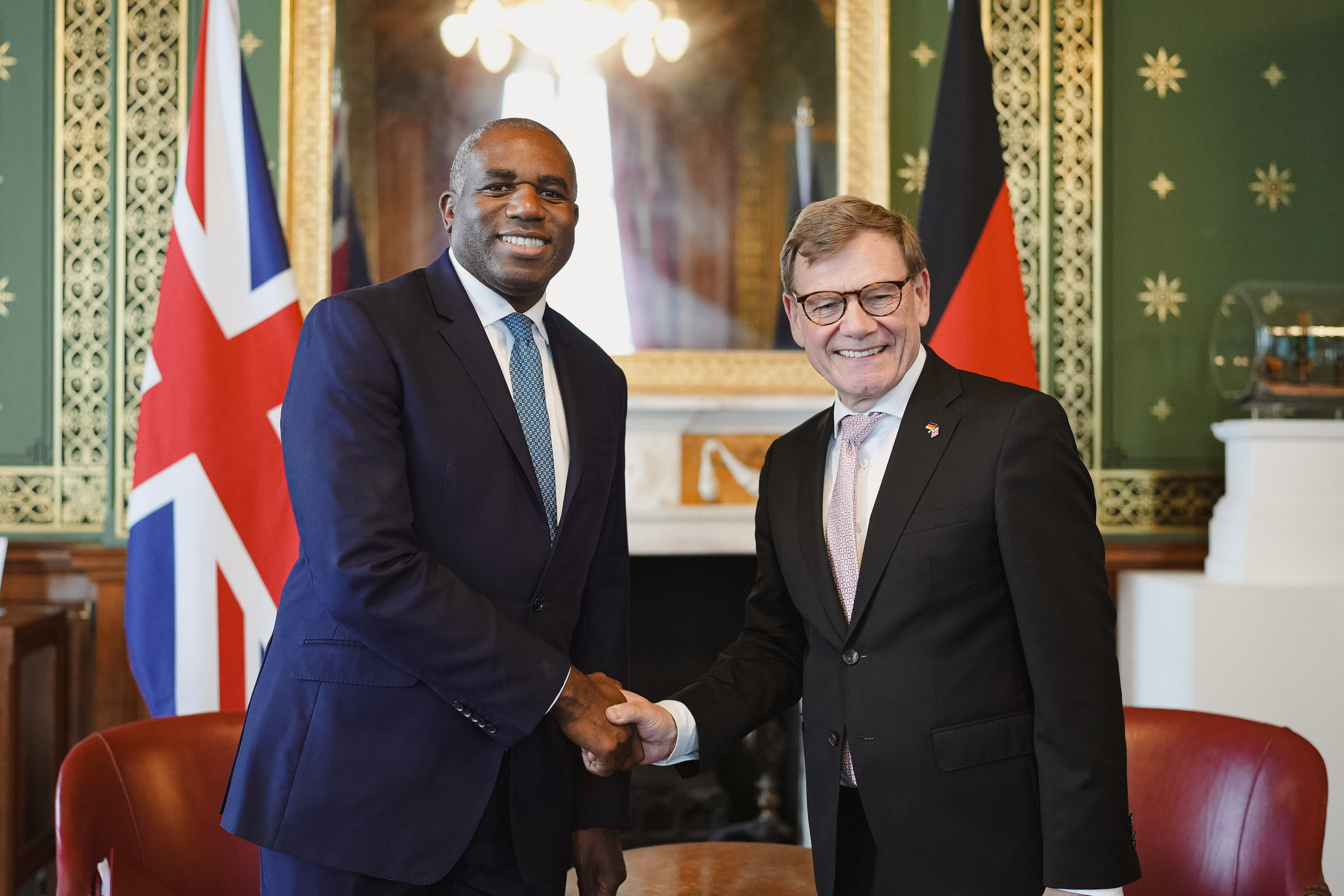
Die Außenminister beider Länder, Lammy und Wadephul, am Tag der Unterzeichnung des Vertrages in London

Nach dem Austritt des Vereinigten Königreichs aus der Europäischen Union 2020 waren die bilateralen Beziehungen zwischen Deutschland und dem Vereinigten Königreich zunächst distanziert. Vor dem Hintergrund zunehmender geopolitischer Unsicherheiten – insbesondere des anhaltenden russischen Angriffskriegs gegen die Ukraine und einer potenziellen außenpolitischen Neuorientierung der Vereinigten Staaten – suchten beide Regierungen 2025 eine gezielte Annäherung. Der Vertrag ergänzt bestehende multilaterale Strukturen, insbesondere die NATO, und soll die sicherheits- und außenpolitische Zusammenarbeit zwischen den beiden Ländern auf eine neue Grundlage stellen.

## Inhalt
Neben einer dreiseitigen Präambel ist der Vertrag in 7 Kapitel sowie Schlussbestimmungen mit insgesamt 30 Artikeln gegliedert.

### Kapitel 1: Diplomatie, Sicherheit und Entwicklung
- Regelmäßige Konsultationen, gemeinsame Strategien in multilateralen Foren, inklusive strategischem Dialog auf Ministerebene.
- Gemeinsames Bekenntnis zur NATO und zur gegenseitigen Unterstützung im Falle eines bewaffneten Angriffs – auch mit militärischen Mitteln.
- Gemeinsame Maßnahmen gegen Cyberangriffe, Desinformation und KI-Missbrauch sowie Ausbau von Resilienz und Reaktionsfähigkeit.
- Koordinierung in Krisenprävention, Klimaschutz, globaler Gesundheit, Bildung und Gleichstellung, orientiert an der Agenda 2030.
- Gemeinsames Engagement gegen Pandemien, Antibiotikaresistenzen und für den „One Health“-Ansatz – auf bilateraler und multilateraler Ebene.

### Kapitel 2: Zusammenarbeit im Verteidigungsbereich
- Aufbau glaubwürdiger und interoperabler Verteidigungskräfte, Förderung gemeinsamer Rüstungsindustrien und vertiefte Zusammenarbeit in allen Dimensionen (Land, Luft, See, Cyber, Weltraum).
- Regelmäßige Überprüfung der Zusammenarbeit, abgestimmte Verteidigungsstrategien, insbesondere an der Nord- und Ostflanke der NATO.
- Bereitstellung notwendiger Ressourcen, Kräfte und Infrastruktur zur Umsetzung der NATO-Verteidigungspläne.
- Langfristige Strategie zur effizienten Entwicklung militärischer Fähigkeiten und Stärkung industrieller Wettbewerbsfähigkeit.
- UK wendet Artikel des deutsch-französisch-spanischen Ausfuhrkontrollabkommens bereits an, bis ein offizieller Beitritt erfolgt.

### Kapitel 3: Innere Sicherheit, Justiz und Migration
- Enge Zusammenarbeit der Polizei- und Nachrichtendienste gegen staatliche und nichtstaatliche Bedrohungen – inklusive Cybersicherheit, Terrorismus, kritischer Infrastruktur und hybrider Angriffe.
- Gemeinsames Vorgehen gegen Geldwäsche, Drogenhandel, Terrorismusfinanzierung und grenzüberschreitende schwere Straftaten unter Einbindung von Europol, Eurojust und Interpol.
- Förderung der strafrechtlichen Kooperation, Austausch über Reformen der Justizsysteme sowie Zusammenarbeit bei zivil- und familienrechtlichen Fragen.
- Bekämpfung von Schleusung und Menschenhandel, rechtliche Zusammenarbeit bei Strafverfolgung, sowie Bekenntnis zu sicherem und geordnetem Grenzmanagement.
- Förderung legaler Migrationswege, Bekämpfung von Fluchtursachen durch Bildungs- und Beschäftigungsförderung sowie Resilienzaufbau – im Einklang mit Völkerrecht und Menschenrechten.

### Kapitel 4: Wirtschaftswachstum, Resilienz und Wettbewerbsfähigkeit
- Zusammenarbeit für digitale Transformation, grünen Wandel, Investitionsförderung, sowie strukturierten Dialog zu Handel, Industriepolitik und Beschäftigung.
- Gemeinsame Förderung von Zukunftstechnologien wie erneuerbare Energien (v. a. Nordsee), Dekarbonisierung des Verkehrs (inkl. Zugverbindung[5]), nachhaltiger Luftfahrt und Stadtentwicklung.

- Dialog zu kritischen Rohstoffen, Technologien und Infrastrukturen zur Sicherung nationaler wirtschaftlicher Resilienz.
- Ausbau bilateraler Kooperation bei disruptiven Technologien (z. B. KI, Weltraum), inkl. Förderinstrumente, Regulierungsdialog und Technologietransfer.
- Gemeinsame Digitalisierung von Staat, Verwaltung und Gesellschaft – mit regelmäßigen Dialogen über Digitalpolitik und Datensouveränität.

### Kapitel 5: Offene und resiliente Gesellschaften
- Gemeinsame Strategien zum Schutz der Demokratien vor Desinformation, Manipulation und Einflussnahme; Kampf gegen Hasskriminalität bei gleichzeitiger Wahrung von Meinungs- und Religionsfreiheit.
- Förderung direkter Kontakte zwischen Bürgern, inkl. Zugang zu automatisierten Grenzkontrollen und Abbau von Mobilitätshindernissen.
- Ausbau von Schüleraustausch, Praktika, beruflicher und akademischer Mobilität – z. B. durch Stärkung bestehender Programme wie der „UK-German Connection“.
- Intensivierung des Dialogs und Projektaustauschs zwischen Kulturinstitutionen – u. a. durch Kooperation von Goethe-Institut und British Council sowie neue Impulse zu kreativen Technologien.
- Unterstützung von Bildungs-, Kultur- und politischen Organisationen als Träger gesellschaftlicher Offenheit, koordiniert u. a. über jährliche Treffen der gemeinsamen Kulturkommission.

### Kapitel 6: Klima, Energie, Natur, Umwelt und Landwirtschaft
- Zusammenarbeit zur Umsetzung des Pariser Abkommens, Begrenzung der Erderwärmung auf 1,5 °C sowie zur Finanzierung klimaresilienter Entwicklung in Entwicklungsländern.
- Ausbau der Partnerschaft in den Bereichen erneuerbare Energien, Wasserstoff, CO₂-Speicherung, Energiesicherheit und gerechte Energiewende – mit regelmäßiger politischer Abstimmung.
- Beschleunigung des Ausbaus von Offshore-Windkraft, Strom-, Wasserstoff- und CO₂-Infrastruktur in der Nordsee als strategischem Energiegebiet.
- Zusammenarbeit zur Umsetzung des Biodiversitätsrahmens von Kunming-Montreal, inklusive Meeresschutz, Entwaldungsstopp, Luftreinhaltung und naturbasierter Lösungen.
- Förderung resilienter Agrar- und Ernährungssysteme mit hohen Tierschutzstandards und dem Ziel globaler Ernährungssicherheit als Beitrag zu Stabilität und Frieden.

### Kapitel 7: Formen der Zusammenarbeit
- Alle zwei Jahre finden Treffen der beiden Regierungen unter Leitung der Regierungschefs statt – mit dem Ziel, einen gemeinsamen Umsetzungsplan für den nächsten Zeitraum zu verabschieden. Rotierender Austragungsort: Diese Regierungskonsultationen wechseln sich zwischen dem Vereinigten Königreich und Deutschland ab. Zusätzlich können jederzeit Gespräche auf Ministerebene zu spezifischen Politikfeldern stattfinden, sofern beide Seiten dies für sinnvoll erachten.
- Jährliche Treffen der Außenministerien dienen der Überprüfung und strategischen Steuerung der gesamten bilateralen Beziehung im Sinne des Vertrags.
- Bereits vorhandene fachministerielle Kooperationsabsprachen bleiben in Kraft und werden in den Rahmen des neuen Vertrags integriert.